# اليوم العالمي لمهارات الشباب
اليوم العالمي لمهارات الشباب (بالإنجليزية: World Youth Skills Day)‏ هو حدث للأمم المتحدة، يُقام في 15 يوليو من كل عام، أقرته الجمعية العامة للأمم المتحدة في 18 ديسمبر 2018، ويهدف إلى التأكيد على أهمية تزويد الشباب بالمهارات اللازمة للتوظيف والعمل اللائق وريادة الأعمال، ومعالجة احتياجات البطالة المتزايدة بين الشباب والتحديات التي يفرضها تغير سوق العمل.

## وصلات خارجية
- الموقع الرسمي.